# 전위당론
전위당론(前衛黨論, 영어: Vanguardism) 또는 전위대 체계론(前衛隊體系論)은 카를 카우츠키의 노동자 조직론을 블라디미르 레닌이 발전시킨 공산주의 선봉 방법이다.

## 개요
블라디미르 레닌은 공산주의 운동에서 산업 노동자에 기반한 모든 직업 혁명가들은 스스로의 이상에 따라 소부르주아적 편견을 가질 수 있다고 주장했다. 이와 더불에 노동자의 이익을 대변하는 모든 종류의 운동에 참가하는 산업노동자가 주도하는 '아래로부터의 사회주의'(생디칼리즘과 같은)에 근거한 모든 운동은 실패했다는 점을 들어 노동자 대중의 파편화에 근거한 순수 자발적 혁명은 불가능하다고 보았다. 심지어 교육 수준이 낮은 노동자들은 스스로 자본의 노예 생활을 자처했으며, 당의 지도 없이는 그들이 룸펜프롤레타리아 대열에 설 수 있음을 블라디미르 레닌은 경고했다. 또한, 노동자 대다수가 아직 사회주의와 공산주의를 이해하지 못하기 때문에 단결체가 없는 혁명 행위에서 그들은 공산주의를 멋대로 해석하여, 그런 사상 분열이 혁명 행위의 분열로도 이어질 것이라 믿었다.
당 독재인가 아니면 계급독재인가, 노동운동 지도자들의 독재인가 아니면 대중들의 독재인가?”라는 하나의 문제 제기는 이미 도저히 믿을 수 없는 끝없는 사고의 혼란을 증명하고 있다. 이 사람들은 완전히 특별한 무엇인가를 발명하기를 원하고 있으며 현명해지려고 노력하는 가운데 스스로 웃음거리가 되고 있다. 당 원칙과 당 규율의 거부는 반혁명주의자들의 주요 정치 테제이다. 그리고 이것은 부르주아의 이익을 위해 프롤레타리아트를 완전히 무장해제시키는 것과 똑같다. 이것은 바로 내버려두면 필연적으로 어떤 프롤레타리아 혁명운동도 박살내 버릴, 저 소부르주아적 분열과 동요로 귀결되며, 또한 지속성, 통일 및 조직적 행동에 대한 저 소부르주아적 무능으로 귀결된다. 프롤레타리아 독재는 투쟁 속에서 단련된 철의 당 없이, 일정 계급의 모든 정직한 사람들의 신뢰를 누리는 당 없이, 대중의 분위기를 지켜보고 그것에 영향력을 발휘할 수 있는 당 없이, 그와 같은 투쟁을 성공적으로 수행할 수 없다.
 — 블라디미르 레닌, 『좌파공산주의라는 소아병』에서
블라디미르 레닌의 이런 비판은 당시 러시아 내에서 맹렬한 활동을 하고 있었던 멘셰비키와 아나키스트들 그리고, 서유럽에서 활동하는 좌익공산주의자들에 대한 철저한 비판이었다. 그는 일부 활동성이 높은 노동자, 직업 혁명가, 사회주의 학자들이 전위대를 조직해 다수의 산업 노동자, 농민들을 이끌어야 한다고 주장했다. 이 과정에서 레닌은 산업 노동자, 농민과 직업 혁명가 간의 위계질서와 상명하복 관계를 주장했다. 실제로 볼셰비키는 노동자와 농민으로 이루어진 소수 혁명가가 지휘하는 레닌의 전위대였고, 러시아 제국을 철저히 전복시켰다.
그러나, 전위당론은 주로 아나키스트들과 좌파공산주의자들의 비판 거리가 되었다. 이 전위대 체계론으로 여러 마르크스주의자, 레닌주의 외의 공산주의자들은 레닌주의를 권위주의의 일종일 뿐이라고 비판했다. 아나키스트 FAQ의 저자들은 다음과 같이 언급하기도 했다. "이 순전한 엘리트주의는 사회주의는 노동계급의 자기해방이라는 관점을 전면적으로 위배한다. 더욱이 이것은 권력을 지닌 자의 선의에 대한 맹목적인 믿음에 기반을 둔 유토피아적 발상이다."

## 같이 보기
- 프롤레타리아 독재
- 민주집중제
- 레닌주의
- 좌파공산주의
- 아나키즘

## 관련 서적
- 《무엇을 할 것인가?》(블라디미르 레닌 1901년 저)
- 《국가와 혁명》(블라디미르 레닌 1917년 저)